# Eladio Acosta Arteaga
Eladio Acosta Arteaga CIM (ur. 9 kwietnia 1916 w Medellínie, zm. 30 stycznia 2012) – kolumbijski duchowny rzymskokatolicki, biskup Antioquii i arcybiskup Santa Fe de Antioquia.

## Biografia
Urodził się w dzielnicy Medellínu La América. Jego rodzicami byli José Acosta Correa i Rosala Arteaga Fernández. Dwóch jego braci także zostało księżmi, a dwie siostry zakonnicami. Ukończył studia teologiczne na Papieskim Uniwersytecie Javeriana. 7 sierpnia 1949 otrzymał święcenia prezbiteriatu i został kapłanem Zgromadzenia Jezusa i Maryi. Był m.in. prowincjałem swojego zgromadzenia.
6 marca 1970 papież Paweł VI mianował go biskupem Antioquii. 12 kwietnia 1970 w katedrze w Medellínie przyjął sakrę biskupią z rąk nuncjusza apostolskiego w Kolumbii abpa Angelo Palmasa. Współkonsekratorami byli arcybiskup medellíński Tulio Botero Salazar oraz koadiutor arcybiskupa bogotańskiego abp Aníbal Muñoz Duque.
Ingres odbył 14 kwietnia 1970. Głównym problemem diecezji Antioquii był wówczas brak wystarczającej ilości księży. W 1981 bp Acosta Arteaga reaktywował zamknięte 25 lat wcześniej Wyższe Seminarium Duchowne w Santa Fe de Antioquia. Utworzył 15 nowych parafii. Szczególną uwagę przykładał do zubożałych regionów diecezji.
18 czerwca 1988 diecezji Antioquii została podniesiona do rangi archidiecezji i stolicy metropolii. Tym samym Acosta Arteaga został arcybiskupem Santa Fe de Antioquia.
10 października 1992 (1,5 roku po osiągnięciu wieku emerytalnego) przeszedł na emeryturę.